# LTO

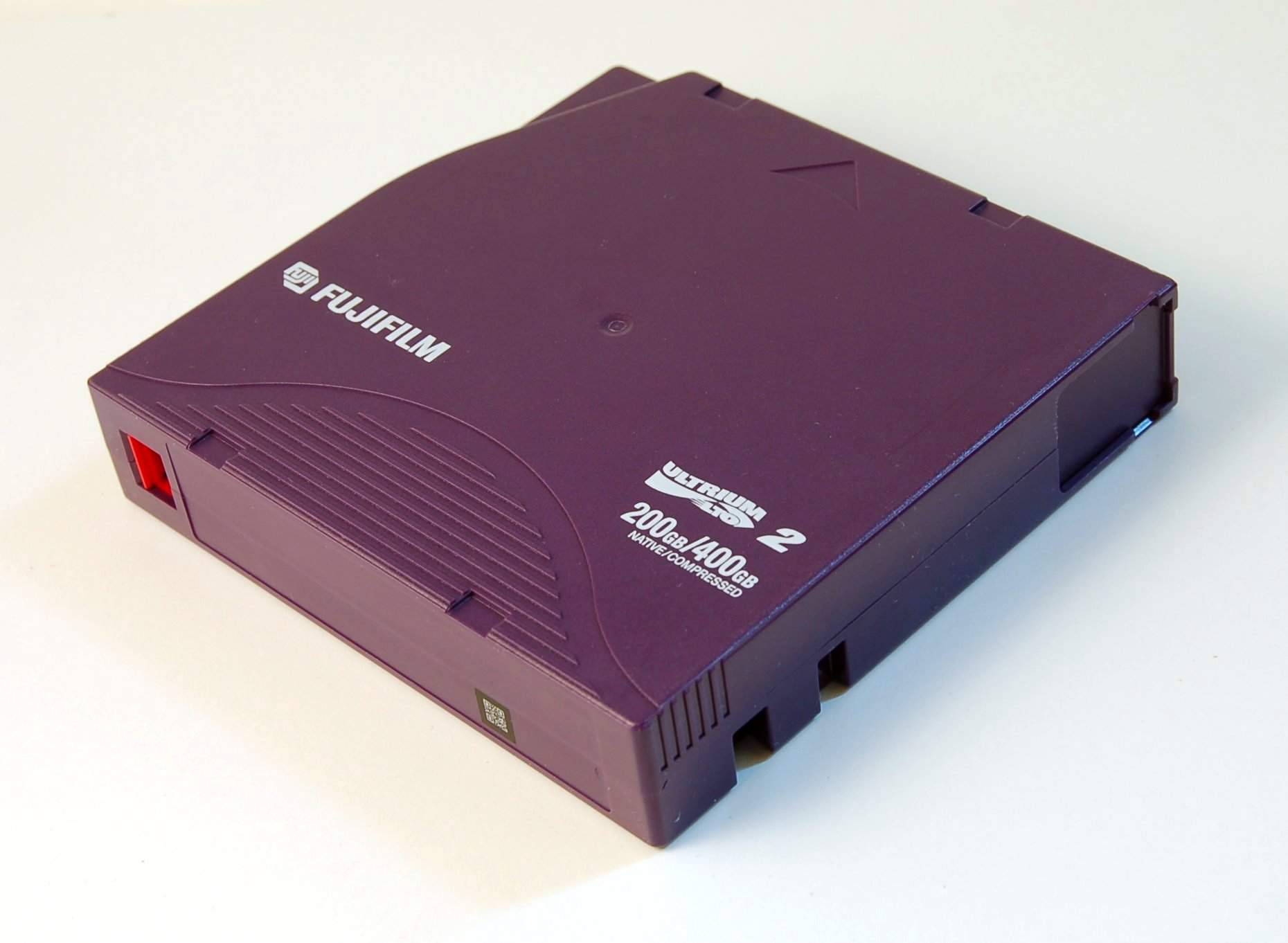
Картридж Ultrium LTO-2

LTO (англ. Linear Tape-Open) — стандарт записи на магнитную ленту, которому удовлетворяет большинство современных ленточных накопителей. Практически используемым форматом записи данных в этом стандарте является Ultrium. Стандарт имеет несколько поколений, различающихся объёмом данных, вмещаемых ленточным накопителем. Существует ограниченная совместимость между поколениями.

## История
Технология LTO была разработана в 1998 году совместно тремя крупнейшими производителями накопителей на магнитной ленте — IBM, Hewlett-Packard и Seagate Technology. Позже ленточное подразделение Seagate Technology было приобретено компанией Quantum, занявшей таким образом одну из ведущих позиций в консорциуме LTO, и к консорциуму присоединился также ряд других фирм.
На основе технологии LTO первоначально были разработаны два формата — Ultrium и Accelis. Формат Ultrium, с которым работают все современные устройства LTO, оптимизировался под наиболее производительную запись данных (задачи резервного копирования). Формат Accelis изначально предназначался для оптимизации под наиболее производительное чтение (задачи доступа к большим объёмам информации в ленточных библиотеках), был реализован в системе IBM Magstar MP 3570, но на реальных задачах не смог показать преимуществ перед Ultrium, и его использование было прекращено.
В устройствах 2013-го использовались технологии Ultrium LTO пятого поколения (LTO-5) и набирающий популярность формат LTO-6. LTO-5 обеспечивает запись на одну кассету 1,5 ТБ несжатых данных, что условно соответствует 3 ТБ с применением аппаратного сжатия (в маркетинговых целях для поколений 1—5 предполагается средний коэффициент сжатия 2:1, для поколений 6—8 — 2.5:1). Летом 2012 года опубликованы спецификации шестого поколения Ultrium LTO. Картриджи LTO-6 позволяют хранить до 2,5 Тбайт неупакованных или до 6,25 Тбайт сжатых данных. По сравнению с накопителями и картриджами предыдущего поколения LTO-5 ёмкость картриджей LTO-6 выросла более чем в два раза (при использовании сжатия), а производительность увеличилась на 40 %. В ноябре 2012 года все ведущие производители ленточных СХД объявили о начале производства кассет LTO-6.
На данный момент самыми используемыми являются технологии Ultrium LTO восьмого поколения, при которой достигаются ёмкости до 12.5 ТБ несжатых данных.

## Совместимость
Накопители и носители информации LTO различных производителей совместимы между собой, с учётом поколения.
Стандарт LTO регламентирует поддержку в накопителях чтения на 2 поколения назад и записи на 1 поколение назад (то есть, например, накопитель LTO-5 должен иметь возможность читать картриджи LTO-5, LTO-4 и LTO-3 и писать картриджи LTO-5 и LTO-4).

## Поколения
|                                                                                  | Поколение | Поколение | Поколение | Поколение | Поколение | Поколение | Поколение | Поколение | Поколение | Поколение | Поколение | Поколение | Поколение | Поколение |
| Параметр                                                                         | LTO-1     | LTO-2     | LTO-3     | LTO-4     | LTO-5     | LTO-6     | LTO-7     | LTO-8     | LTO-9     | LTO-10    | LTO-11    | LTO-12    | LTO-13    | LTO-14    |
| -------------------------------------------------------------------------------- | --------- | --------- | --------- | --------- | --------- | --------- | --------- | --------- | --------- | --------- | --------- | --------- | --------- | --------- |
| Год появления                                                                    | 2000      | 2003      | 2005      | 2007      | 2010      | 2012      | 2015      | 2017      | 2021      | 2025      | План      | План      | План      | План      |
| Физическая ёмкость                                                               | 100 ГБ    | 200 ГБ    | 400 ГБ    | 800 ГБ    | 1,5 ТБ    | 2,5 ТБ    | 6 ТБ      | 12 ТБ     | 18 ТБ     | 36 ТБ     | 72 ТБ     | 144 ТБ    | 288 ТБ    | 576 ТБ    |
| Максимальная скорость (МБ/с) (обычная) Максимальная скорость (МБ/с) (со сжатием) | 20 40     | 40 80     | 80 160    | 120 260   | 140 280   | 160 400   | 300 750   | 360 900   | 400 1000  | 1100 2750 |           |           |           |           |
| Поддержка WORM                                                                   | Нет       | Нет       | Да        | Да        | Да        | Да        | Да        | Да        | Да        | Да        | Да        | Да        | Да        | Да        |
| Поддержка шифрования                                                             | Нет       | Нет       | Нет       | Да        | Да        | Да        | Да        | Да        | Да        | Да        | Да        | Да        | Да        | Да        |
| Поддержка разбиения на разделы                                                   | Нет       | Нет       | Нет       | Нет       | Да        | Да        | Да        | Да        | Да        | Да        | Да        | Да        | Да        | Да        |
| Толщина ленты, мкм                                                               | 8,9       | 8,9       | 8         | 6,6       | 6,4       | 6,4 и 6,1 | 5,6       | 5,6       | 5,2       |           |           |           |           |           |
| Длина ленты, м                                                                   | 609       | 609       | 680       | 820       | 846       | 846       | 960       | 960       | 1035      |           |           |           |           |           |
| Дорожки                                                                          | 384       | 512       | 704       | 896       | 1280      | 2176      | 3584      | 6656      |           |           |           |           |           |           |
| Головки                                                                          | 8         | 8         | 16        | 16        | 16        |           |           |           |           |           |           |           |           |           |
| Проходы на полосу                                                                | 12        | 16        | 11        | 14        | 20        | 34        | 28        | 42        | 52        |           |           |           |           |           |
| Линейная плотность, Кб/мм                                                        | 4,880     | 7,398     | 9,638     | 13,300    | 15,143    |           |           |           |           |           |           |           |           |           |
| Кодирование                                                                      | RLL 1,7   | PRML      | PRML      | PRML      | NPML      |           |           |           |           |           |           |           |           |           |

Разбиение на разделы  (англ. partitioning), поддерживаемое начиная с 5 поколения, позволяет, в частности, использовать файловую систему LTFS фирмы IBM, обеспечивающую обращение к содержимому ленты как к обычному дереву каталогов с файлами.

## Картриджи
В стримерах LTO используются картриджи (кассеты) типа RW (англ.  ReWritable — лента для многократной записи), типа WORM (англ. Write Once, Read Many — картриджи со специальной электронной схемой, допускающей только однократную запись и многократное чтение), а также чистящие картриджи (UCC, англ. Universal Cleaning Cartridge), совместимые со всеми устройствами, для проведения технического обслуживания стримера.
Цвета картриджей LTO Ultrium стандартизированы большинством производителей, чтобы легко визуально отличать различные поколения.
| Производитель                                            | UCC       | LTO-1  | LTO-2         | LTO-3      | LTO-4        | LTO-5         | LTO-6     | LTO-7     | LTO-8         | LTO-9   | LTO-10 |
| -------------------------------------------------------- | --------- | ------ | ------------- | ---------- | ------------ | ------------- | --------- | --------- | ------------- | ------- | ------ |
| Официально подтверждённые консорциумом LTO производители |           |        |               |            |              |               |           |           |               |         |        |
| EMTEC                                                    | Чёрный    | Чёрный | Пурпурный     |            |              |               |           |           |               |         |        |
| FujiFilm                                                 |           | Чёрный | Пурпурный     | Серо-синий | Зелёный      | Тёмно-красный | Чёрный    | Пурпурный | Оранжевый     |         |        |
| HP                                                       | Оранжевый | Синий  | Тёмно-красный | Жёлтый     | Зелёный      | Голубой       | Пурпурный | Чёрный    | Зеленый       | Голубой |        |
| IBM                                                      | Чёрный    | Чёрный | Пурпурный     | Серо-синий | Зелёный      | Кирпичный     | Чёрный    | Пурпурный | Тёмно-красный | Зелёный | Чёрный |
| Imation                                                  |           | Чёрный | Пурпурный     | Сине-серый | Зелёно-синий | Тёмно-красный | Чёрный    |           |               |         |        |
| Maxell                                                   | Серый     | Чёрный | Пурпурный     | Сине-серый | Зелёно-синий | Тёмно-красный | Чёрный    |           |               |         |        |
| Quantum                                                  | Чёрный    | Чёрный | Пурпурный     | Синий      | Зелёный      | Тёмно-красный | Чёрный    | Пурпурный | Тёмно-красный |         |        |
| Sony                                                     |           | Чёрный | Пурпурный     | Серый      | Зелёный      | Тёмно-красный |           | Пурпурный |               |         |        |
| Tandberg                                                 | Серый     | Чёрный | Пурпурный     | Сине-серый |              | Тёмно-красный | Чёрный    |           |               |         |        |
| TDK                                                      | Серый     | Чёрный | Пурпурный     | Сине-серый | Сине-зелёный | Тёмно-красный | Чёрный    |           |               |         |        |
| Другие производители                                     |           |        |               |            |              |               |           |           |               |         |        |
| Overland                                                 |           |        |               |            | Зелёно-синий |               |           |           |               |         |        |
| RPS                                                      |           | Чёрный | Пурпурный     |            |              |               |           |           |               |         |        |
| StorageTek                                               |           |        | Пурпурный     |            | Зелёный      |               |           |           |               |         |        |
| Verbatim                                                 |           | Чёрный | Пурпурный     | Сине-серый |              |               |           |           |               |         |        |

- Различные производители используют различные названия для одних и тех же цветов. Названия в данной таблице являются переводом англоязычных наименований, использованных в фирменной документации производителей.
- Картриджи WORM имеют двухцветную раскраску, верхняя половина выкрашена в цвет согласно таблице, а нижняя половина светло-серая.

## Устройство

### Подача ленты

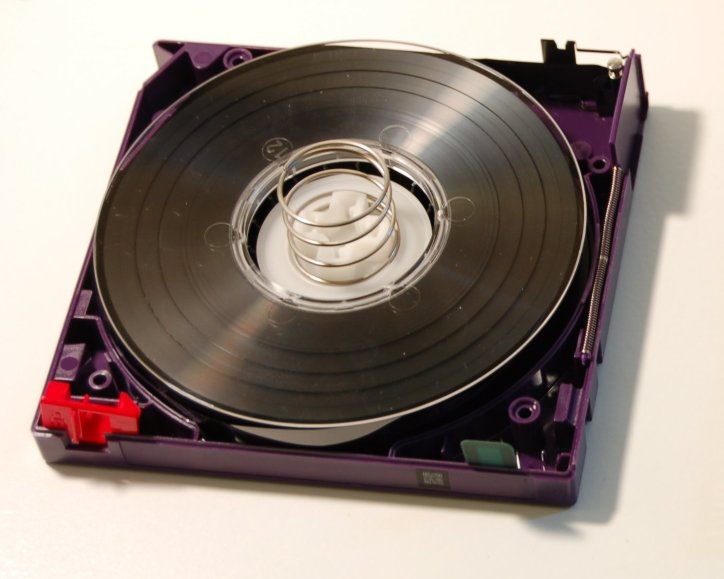
Разобранный картридж Ultrium LTO-2

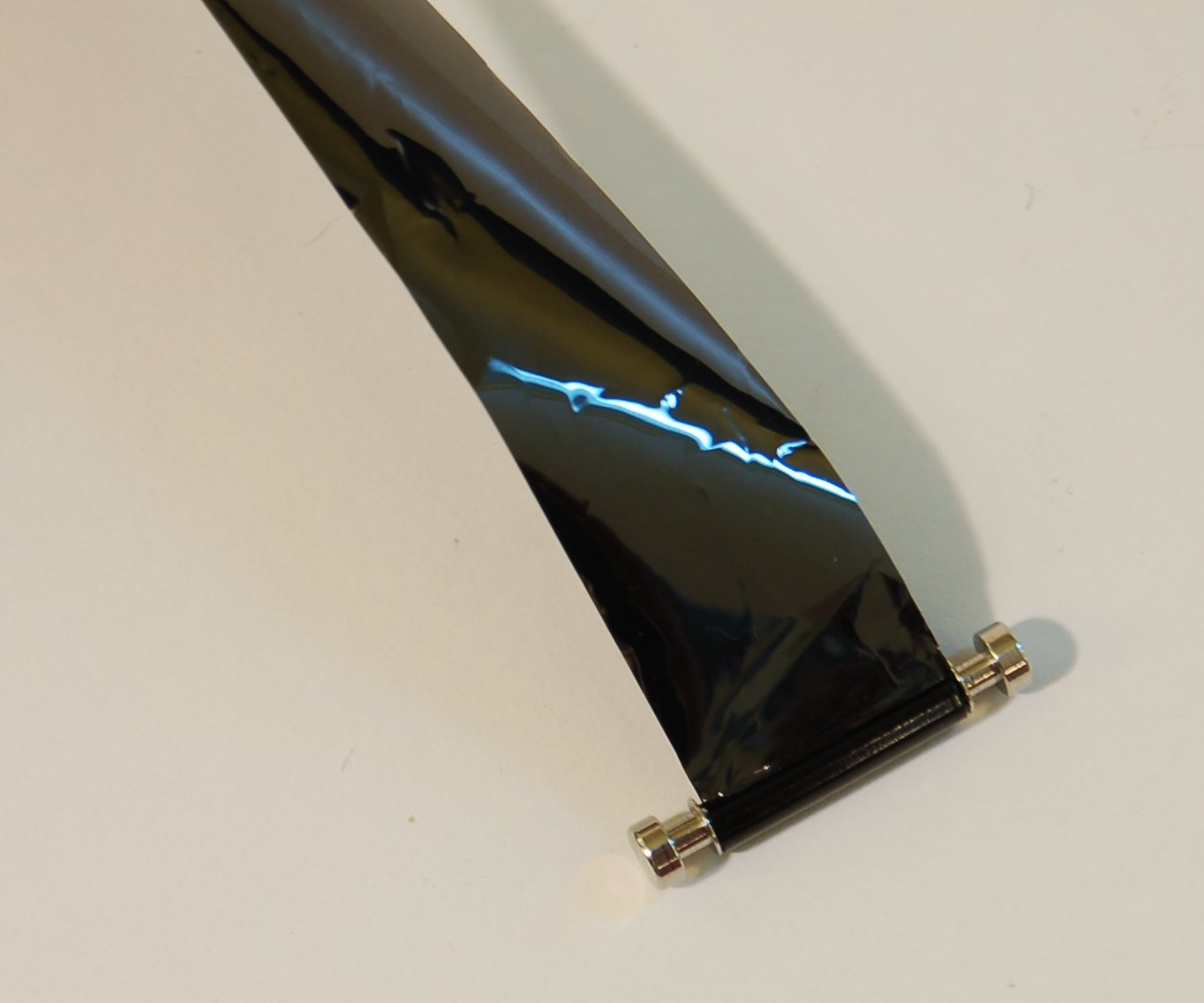
Концевик на ленте LTO

Лента внутри картриджа LTO наматывается на одну катушку, являющуюся при установке картриджа подающей. На конце ленты закреплён специальный концевик, который используется накопителем для надёжного захвата ленты и фиксации её на приёмной катушке, находящейся внутри накопителя.
Другие стандарты накопителей на магнитной ленте использовали другие способы её подачи на приёмную катушку. В 9-дорожечных накопителях мейнфреймов свободный конец ленты захватывался потоком воздуха и пневматически подавался на приёмную катушку. В картриджах DLT для захвата конца ленты используется отверстие в ленте.

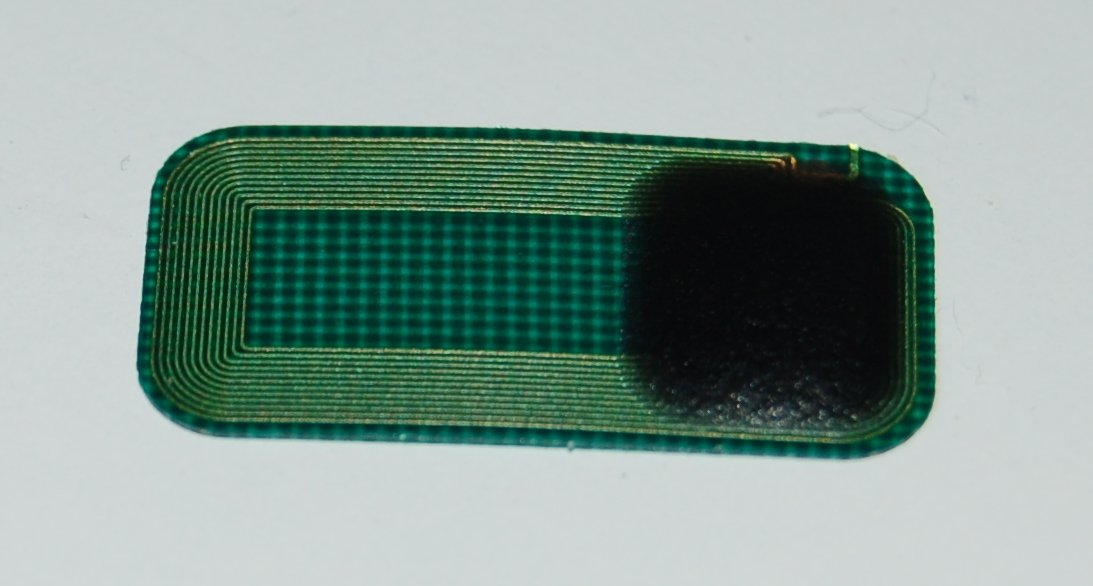
LTO-CM

### LTO-CM
Каждый LTO содержит специальный встроенный чип LTO-CM (англ. Cartridge Memory). Этот чип предоставляет в 1—3 поколениях доступ к 128 блокам памяти, по 32 байта каждый, то есть к 4096 байтам. В LTO-4 ёмкость увеличена до 8192 байт. Память может считываться или записываться поблочно при помощи специального бесконтактного RFID-считывателя. Содержимое памяти используется для идентификации лент и для опознавания накопителем поколения LTO.
Каждый накопитель LTO содержит считыватель для LTO-CM (англ. CM Reader). Существуют внешние считыватели, как для использования в составе ленточных библиотек, так и автономные. Некоторые из них позволяют временно заблокировать средствами LTO-CM доступ к данным на картридже до ввода разрешающего доступ ключа, что может использоваться, например, на время перевозки картриджей с конфиденциальной информацией с одной доверенной территории на другую. Радиодоступ осуществляется на расстоянии до 20 мм.

## Надёжность
Основные характеристики надёжности картриджей LTO:
- срок архивной(без перезаписи) сохранности данных от 15 до 30 лет[20][21];
- приблизительно 200-300 полных циклов чтения/записи ленты[20];
- 5000 загрузок/выгрузок картриджа[21];
- средний уровень неисправимых ошибок 1 на 1017 бит (в ~100 раз ниже типовых значений для HDD)[20].

Основные характеристики надёжности по данным спецификаций корпорации Imation приведены в таблице.
| Общие характеристики | Общие характеристики | Общие характеристики | Общие характеристики | Общие характеристики | Наработка на отказ                | Наработка на отказ | Срок службы в годах при условии   | Срок службы в годах при условии    |
| Поколение            | Физическая ёмкость   | Всего дорожек        | Дорожек за проход    | Проходов на ленту    | Всего чтений/записей полной ленты | Всего проходов     | записи одной полной ленты в месяц | записи одной полной ленты в неделю |
| -------------------- | -------------------- | -------------------- | -------------------- | -------------------- | --------------------------------- | ------------------ | --------------------------------- | ---------------------------------- |
| LTO-1                | 100 ГБ               | 384                  | 8                    | 48                   | 200                               | 9600               | 17                                | 4                                  |
| LTO-2                | 200 ГБ               | 512                  | 8                    | 64                   | 250                               | 16000              | 21                                | 5                                  |
| LTO-3                | 400 ГБ               | 704                  | 16                   | 44                   | 364                               | 16000              | 30                                | 7                                  |
| LTO-4                | 800 ГБ               | 896                  | 16                   | 56                   | 200                               | 11200              | 17                                | 4                                  |
| LTO-5                | 1,5 ТБ               | 1280                 | 16                   | 80                   | 260                               | 20800              | 21                                | 5                                  |

На характеристики надёжности при реальном использовании значительно влияет ряд факторов:
- регулярная запись только 50 % ёмкости ленты приводит к уменьшению в 2 раза количества проходов по ленте и, таким образом, удваивает срок службы;
- LTO использует автоматическое чтение после записи для немедленной проверки только что записанных данных, но некоторые системы резервного копирования дополнительно выполняют отдельное чтение ленты для проверки записи. В таком случае количество проходов по ленте удваивается, и срок службы ленты сокращается вдвое.

## Объёмы продаж
Наличие 5 сертифицированных производителей лент и 4 сертифицированных производителей накопителей обеспечило конкуренцию на рынке, что привело к привлекательным ценам на оборудование и, в дальнейшем, к высоким объёмам продаж. В 2002 году доля LTO на рынке превосходила SDLT в пропорции примерно 2:1. С тех пор продажи LTO доминировали над остальными стандартами (SDLT, SAIT). По состоянию на конец 2009 года, на LTO приходилось 80 % мирового объёма продаж магнитных лент для резервного копирования данных.
| Год  | Продано устройств за год | Продано устройств всего (на сентябрь) | Продано картриджей всего (на сентябрь) |
| ---- | ------------------------ | ------------------------------------- | -------------------------------------- |
| 2001 |                          |                                       | 1 000 000                              |
| 2002 | 175 000                  |                                       |                                        |
| 2003 | 262 000                  | 350 000 (июль)                        |                                        |
| 2004 | 354 000                  |                                       |                                        |
| 2005 | 461 000                  | 1 000 000                             | 30 000 000                             |
| 2006 |                          | 1 500 000                             | 50 000 000                             |
| 2007 |                          | 2 000 000                             | 80 000 000                             |
| 2008 |                          | 2 500 000                             | 100 000 000                            |
| 2012 |                          | 4 000 000                             | 200 000 000 (est)                      |